# Nemorimyza
Genre
Nemorimyza est un genre de diptères de la famille des Agromyzidae.

## Lien
- Nemorimyza, Catalogue of Life